# Luciano Genésio
João Luciano da Silva Soares, conhecido no meio político como Luciano Genésio (São Luís, 9 de março de 1981), é um empresário e político brasileiro. Filiado ao Progressistas, foi prefeito de Pinheiro. Anteriormente, foi deputado estadual do Maranhão.

## Carreira política
Filho do ex-prefeito de Pinheiro e ex-deputado estadual, Zé Genésio,  Luciano Genésio começou sua carreira política em 2004, quando tentou se candidatar ao cargo de vereador na cidade de Presidente Sarney, não obtendo êxito. Na eleição seguinte, em 2006, decidiu concorrer ao cargo de deputado estadual pelo PDT. Nas eleições de 2008, candidatou-se a prefeito de Pinheiro pelo PSB, enfrentando José Arlindo (DEM) e Leonaldson Castro (PDT). Obteve 10.644 votos, enquanto o candidato do DEM obteve 18.558 votos, sendo José Arlindo vitorioso. 
Concorreu a deputado estadual no 2010 e 2014 filiado pelo Partido Comunista do Brasil, alcançando a primeira suplência da coalizão nas duas eleições. Com a licença de Luciano Leitoa para concorrer a prefeito de Timon nas eleições de 2012, ele assumiu temporariamente o mandato de deputado estadual e permaneceu até 5 de novembro de 2012, com o retorno do titular.
Nas eleições de 2016, concorreu a prefeito de Pinheiro pelo PP. Enfrentou Filuca Mendes, Leonardo Sá, Antonio Américo e Kelson Vinicius. Obteve 19.354 votos, enquanto o candidato do PMDB obteve 15.707 votos, com Luciano Genésio vitorioso. 
Foi reeleito em 2020, com 24.236 votos, o equivalente a 57,36% dos votos válidos.
Foi casado com a ex-deputada estadual Thaiza Hortegal. 

## Desempenho eleitoral
| Ano  | Eleição                        | Coligação                                                  | Partido       | Candidato a                             | Votos           | Resultado                |
| ---- | ------------------------------ | ---------------------------------------------------------- | ------------- | --------------------------------------- | --------------- | ------------------------ |
| 2004 | Municipal de Presidente Sarney | PP, PDT, PPS, PRTB, PSB, PRP e PSDB                        | PDT           | Vereador                                | 81 (1,15%)      | Não eleito               |
| 2006 | Estadual no Maranhão           | não havia                                                  | PDT           | Deputado estadual                       | 8.601 (0,31%)   | Não eleito               |
| 2008 | Municipal de Pinheiro          | PSDB, PMN, PSB e PHS                                       | PSB           | Prefeito                                | 10.644 (29,18%) | Não eleito (2º lugar)    |
| 2010 | Estadual no Maranhão           | Muda Maranhão PPS, PSB e PCdoB                             | PCdoB         | Deputado estadual                       | 13.132 (0,48%)  | Não eleito (1º suplente) |
| 2012 | Municipal de Pinheiro          | PDT, PSL, PPS, PHS, PMN, PSB, PRP, PSDB e PCdoB            | PCdoB         | Vice-prefeito Titular: Zé Arlindo (PSB) | 18.660 (47,02%) | Não eleito (2º lugar)    |
| 2014 | Estadual no Maranhão           | PP, PROS, Solidariedade e PPS                              | Solidariedade | Deputado estadual                       | 18.728 (0,59%)  | Não eleito (1º suplente) |
| 2016 | Municipal de Pinheiro          | PP, PSDB, PTdoB, PHS, PTB, PRTB e PSDC                     | PP            | Prefeito                                | 19.354 (46,01%) | Eleito                   |
| 2020 | Municipal de Pinheiro          | Republicanos, PP, PDT, PT, PSL, PSC, DEM, PTC, PSB e PCdoB | PP            | Prefeito                                | 24.236 (56,81%) | Eleito                   |